# Ꭱ
Cette page contient des caractères spéciaux ou non latins. S’ils s’affichent mal (▯, ?, etc.), consultez la page d’aide Unicode.
Ne doit pas être confondu avec la lettre latine R.
Ꭱ (minuscule ꭱ), appelé e, est une lettre du syllabaire cherokee. Sa graphie est inspirée de la lettre latine R. Elle n’est pas à confondre avec la lettre sv ‹ Ꮢ ꮢ ›.

## Représentations informatiques
Le e peut être représenté avec les caractères Unicode (cherokee, supplément cherokee) suivants, :
| lettres   | représentations | chaînes de caractères | points de code | descriptions                |
| --------- | --------------- | --------------------- | -------------- | --------------------------- |
| majuscule | Ꮢ               | Ꭱ                     | U+13A1         | lettre cherokee e           |
| minuscule | ꮢ               | ꭱ                     | U+AB71         | lettre minuscule cherokee e |